# Danois (peuple germanique)
Pour les articles homonymes, voir Danois.
Les Danois étaient un peuple germanique scandinave vivant aux alentours du Danemark actuel. Leur apparition remonte dès le IVe siècle apr. J.-C.
Ils furent mentionnés au VIe siècle par Jordanès dans Histoire des Goths ainsi que par Procope de Césarée et Grégoire de Tours.
Dans sa description de Scandza, Jordanès affirme que les Danois (Dani) faisaient partie de la même souche que les Suetidi (Suédois, Suiones, Suethans ?), expulsèrent les Hérules et s'approprièrent leur territoire. Selon l'auteur du XIIe siècle Svendl Aagesen, le mythique Roi Dan a donné son nom aux Danois.
Les Danes parlaient le norrois également appelé dǫnsk tunga. Les Danes font partie de plusieurs tribus comme celle des Ruges ou des Hallin de la Scandza. Ces tribus donneront naissance aux différents clans vikings les siècles suivants.
Au VIIIe siècle, Éginhard évoque les Normands (hommes du Nord) en distinguant les Danois des Suiones. Willibrord les cite également en les disant « très féroces ». Cette distinction entre les deux peuples est corroborée plus tard par Rimbert et Ottar du Hålogaland. À partir de l'âge des Vikings, ils prennent définitivement le nom de Danois et sont associés à l'ensemble territorial du Danemark.

### Article lié
- Danemark